# Rip Her to Shreds
A Rip Her to Shreds egy dal az amerikai Blondie rockegyüttes 1976-os Blondie albumáról. 1977-ben ez volt az első olyan kislemezük, amely már a Chrysalis Records kiadónál jelent meg, miután a Private Stock Records szerződést bontott velük. Nem került fel a slágerlistákra sem Angliában, sem Amerikában. A B-oldalán az album másik két dala, az X-Offender és az In the Flesh kapott helyet, ez a két dal korábban a Private Stock gondozásában jelent meg kislemezen, minimális sikereket érve el.
Debbie Harry énekesnő egy interjúban elmondta, hogy a dal a bulvármédiáról szól, amely darabokra tépi az emberek életét. Gyakran játszották különböző klubokban, ezt a dalt Harry általában esküvői ruhában énekelte.

## Kislemez kiadás

### UK 7", 12" (CHS 2180)
1. Rip Her to Shreds (Debbie Harry, Chris Stein) – 3:22
2. In the Flesh (Harry, Stein) – 2:33
3. X-Offender (Harry, Valentine) – 3:14